# 호찌민 시티 FC
호찌민 시티 FC(Ho Chi Minh City FC, HCMC FC)는 베트남의 최대 도시 호찌민시를 연고지로 하는 축구 클럽이다.

## 역사
1975년 사이공 포트 워커스 FC(Saigon Port Workers FC)라는 이름으로 창단되었고 2009년 현재의 팀명으로 변경했다. 베트남 V리그1에서 4회 우승, V리그2에서 2회 우승을 차지하면서 호앙아인 잘라이와 함께 베트남을 대표하는 명문구단으로 알려져 있다. 그 뿐만 아니라 베트남 리그컵대회에서 2번의 우승컵을 들어올렸고 준우승도 3번 차지했으며 베트남 슈퍼컵에서도 2번의 준우승을 차지했다. 또한 BTV컵에서도 1번의 우승을 차지했고 준우승도 2번 차지했다.

## 선수 명단

### 현역
참고: FIFA 자격 규정에 따라 소속된 국가대표팀 국기를 표시합니다. 선수는 복수의 FIFA 비회원국 국적을 가지고 있을 수 있습니다.
| 번호 | 포지션 | 국적       | 이름              |
| ---- | ------ | ---------- | ----------------- |
| 5    | DF     |            | 잔 응우옌         |
| 10   | MF     | 베트남     | 호앙 빈 응우옌    |
| 14   | MF     | 말레이시아 | 엔드리키          |
| 23   | DF     |            | 마테우스 두아르테 |
| 30   | FW     |            | 주앙 페드루       |

| 번호 | 포지션 | 국적       | 이름           |
| ---- | ------ | ---------- | -------------- |
| 89   | GK     | 슬로바키아 | 패트릭 르 지앙 |

## 역대 감독
| 감독          | 임기        |
| ------------- | ----------- |
| 미우라 도시야 | 2017 ~ 2018 |
| 풍 탄 프엉    | 2023 ~      |